# رانيا العلي (ممثلة)
رانيا العلي (1 يونيو 1985-) ممثلة إماراتية. بدأت مشوارها الفني عام 2011 ثم شاركت في العديد من المسلسلات المحلية.

## أعمالها

### المسلسلات
- حبر العيون.
- كنة الشام وكناين الشامية.
- عناقيد النور[1]
- القياضة” الجزء الأول[2]
- بحر الليل [3]
- وش رجعك[4]
- طماشة 5
- دبي لندن دبي
- القياضة” الجزء الثاني[5][3]
- لو اني اعرف خاتمتي [6]
- خيانة وطن
- مكان في القلب
- مسلسل «طماشة 6»

مسلسلات اذاعية
- مرايا الدار (إذاعة الشارقة) [7]
- هاي الدنيا وما فيها
- يوميات هادي وبوزعل [8]
- سلسلات «مادة اعلانية» يوتيوب مسلسل يوتيوبي “جلسة سيدات” الموسم الأول [9]
- مسلسل يوتيوبي “جلسة سيدات” الموسم الثاني [9]
- ترجمة نصوص “من لغة عربية للهجة الإماراتية” ترجمة المسلسل الكرتوني “ماجد” ترجمة المسلسل الكرتوني “كسلان” ترجمة المسلسل الكرتوني “امونة” [10]

أفلام سينمائية
- فيلم «الجائزة» بدعم الشيخ محمد بن راشد آل مكتوم وجائزة القرآن الكريم [11]
- فيلم “الليلة” مبادرة روح دبي - مهرجان دبي الدولي السينمائي [12]
- فيلم طويل “قصة مهرة” - سلطنة عمان [13]
- فيلم طويل «أمنية عمري» [14]

مسرحيات محلية ودولية
- “ألف ليلة وديك” جماهيري [15]
- “بطلوا الباب“ مهرجان المسرح العربي للشباب الدورة الأولى بغداد - العراق
- “أحلام نجمة“ مهرجان الشارقة لمسرح الطفل [16]
- «ندب السموم» مهرجان أيام الشارقة المسرحية [17]
- بيت الاسماك "مهرجان الشارقة لمسرح الطفل  [18]
- “طقوس الأبيض” مهرجان أيام الشارقة المسرحية [19]
- “طقوس الابيض” مهرجان المسرح الخليجي - الشارقة [19]
- “طقوس الابيض” مهرجان العمسرح العربي الرباط - المغرب [19]
- “بلاد الفراولة” مهرجان الشارقة لمسرح الطفل[20]
- “ حرب السوس” مهرجان أيام الشارقة المسرحية [21]
- “طوي بخيتة” مهرجان الشارقة الصحراوي للمسرح الدورة الأولى [22]
- “بيت الاسماك” الموسم المسرحي العاشر [23]
- “بلاد الفراولة” الموسم المسرحي الحادي عشر[20]
- «شيطان البحر» الموسم المسرحي الثاني عشر [24]

مشاركات أخرى
- ضيفة شرف “بطولة دبي العالمية للضيافة” [25]
- عريف حفل “اليوم العالمي للمسرح 2015” [26]
- اوبريت “الامل” اولمبياد الضباط 19 [27]
- حملة “ارواح ابطالنا امانة” [28]
- اوبريت «وطن يقرأ» اولمبياد الضباط 20 [29]